# Góry Mühliga-Hofmanna
Góry Mühliga-Hofmanna (ang. Mühlig-Hofmann Mountains, niem. Mühlig-Hofmann-Gebirge, norw. Mühlig-Hofmannfjella) – góry rozciągające się między Gjelsvik Mountains a Orvin Mountains na Ziemi Królowej Maud w Antarktydzie Wschodniej.

## Nazwa
Nazwa gór upamiętnia jednego z dyrektorów okręgowych Reichsluftfahrtministerium  (ministerstwa lotnictwa III Rzeszy). 

## Geografia
Góry Mühliga-Hofmanna rozciągają przez ok. 100 km między Gjelsvik Mountains a Orvin Mountains na Ziemi Królowej Maud w Antarktydzie Wschodniej . Najwyższym szczytem jest leżąca na wschodzie Jøkulkyrkja (3148 m n.p.m.) .

## Historia
Góry zostały odkryte przez niemiecką ekspedycję antarktyczną (niem. Deutsche Antarktische Expedition) prowadzoną przez Alfreda Ritschera (1879–1963) w latach 1938–1939 . W latach 1956–1960 zostały zmapowane przez norweską ekspedycję antarktyczną (norw. Den norske antarktisekspedisjonen) .
W latach 1993–1994 norweski przedsiębiorca Ivar Tollefsen (ur. 1961) poprowadził w region ekspedycję wspinaczkową, podczas której dokonano pierwszego wejścia na szczyt Jøkulkyrkja. 